# Phasia politana
Phasia politana là một loài ruồi trong họ Tachinidae.